# Het Land van Jan Klaassen
Het Land van Jan Klaassen is een kinderpretpark in het Nederlandse dorp Braamt. Het pretpark beschikt over een buitenspeeltuin van 30.000 m² en een binnenspeeltuin van 2000 m². In de speeltuinen zijn verschillende speeltoestellen en attracties te vinden. Ook is er een eetgelegenheid genaamd Katrijn met terras.
In het park staat Jan Klaassen centraal. Er worden dan ook poppenkastvoorstellingen gegeven in het grootste poppentheater van Nederland met Jan Klaassen in de hoofdrol.

## Geschiedenis
Sinds 2011 beschikt het pretpark over een poppenspelmuseum. Marius Prein, oprichter van Het Land van Jan Klaassen, heeft het museum voorzien van een collectie van 60 jaar poppentheater met decorstukken en poppen. Deze zijn, behalve in Nederland, ook gebruikt bij optredens elders in Europa en tijdens internationale poppentheaterfestivals in Polen, Rusland, Iran, Pakistan en het Caribisch gebied.
Vanaf 2015 is het mogelijk om te overnachten vlakbij het pretpark, namelijk in Jan Klaassen Dromenland. Met originele overnachtingsplekken zoals een helikopter, piratenboot, trein en een tipi. Ook beschikt Jan Klaassen Dromenland over het Dickens museum.